# Liebesreigen (1927)
Liebesreigen ist ein deutsches Stummfilmdrama aus dem Jahre 1927 von Rudolf Walther-Fein mit Wilhelm Dieterle, Claire Rommer, Marcella Albani und Charlotte Ander in den Hauptrollen. Der Geschichte liegt der Roman Kämpfer (1927) von Ernst Klein zugrunde.

## Handlung
Präsident Hessenbergs Gattin Olga stirbt völlig überraschend an Herzversagen in einem geheimen Liebesnest in den Armen ihres Geliebten, des Schauspielers Paul Neurath. Der ist von diesem Schock quasi paralysiert und ruft in Panik seinen besten Freund an, den Ingenieur Robert Baumeister, um zu fragen, was er jetzt bloß machen solle. Baumeister hat viele Jahre lang beim Eisenbahnbau in Persien und Afghanistan gearbeitet und ist gerade vor kurzem nach Berlin zurückgekehrt, um im Auftrag der sowjetischen Regierung mit dem Industriepräsidenten Hessenberg über die Modalitäten eines wichtigen Bauprojekts zu sprechen.
Robert kann mit der Moderne und der ihn anhaftenden „Sittenlosigkeit“, wie er sie empfindet, in Deutschland nichts anfangen. Die Welt im turbulenten und übersprudelnden Berlin ist dem Ingenieur, der zuletzt in der wüsten Abgeschiedenheit der Dritten Welt gelebt hat, ist ihm fremd, ja regelrecht zuwider geworden. Lippenstift, Jazzbands und Charleston verschrecken Baumeister ebenso die in seinen Augen „abscheuliche“ Tochter seines Gesprächspartners, Lucie Hessenberg. Diese Abneigung beruht auf Gegenseitigkeit, den Lucie wiederum empfindet den Berlin-Heimkehrer aus der Ferne als Barbaren und Hinterwäldler.
Als Neurath bei Baumeister gerade durchklingelt, um ihm die Schreckensnachricht vom Tod seiner Geliebten, der Olga Hessenberg, zu verkünden, ist just in diesem Moment ausgerechnet Melanie Neurath, Pauls Ehefrau, bei ihm. Diese klagt Robert ihr Leid: Ihr Mann sei des Öfteren bei Frau Hessenberg zugegen, angeblich, weil er mit ihr die Gründung einer Filmproduktionsfirma, der „Neurath-Filmgesellschaft“, besprechen würde. Aber Melanie glaubt ihrem Gatten kein Wort, und deshalb habe sie ihm gesagt, wenn er jetzt wieder zu dieser Dame ginge, würde sie ihn und das Haus verlassen. Und so ist Melanie nun bei Pauls bestem Freund Robert angekommen, den sie seit geraumer Zeit liebt. Sie legt keinen Wert auf den Jubel und Trubel in Berlin und würde dem Ingenieur auch sofort in die Wüstenei Persiens oder Afghanistans folgen. Melanie und Robert beschließen, sofort zur Unglücksstelle, in Pauls Liebesnest mit der toten Olga Hessenberg, zu eilen, um zu sehen, was nun zu tun ist.
Vor Ort beginnt die Situation absurd zu werden. Allgemeine Beklemmungen machen sich breit: Paul muss sich seiner Noch-Ehefrau Melanie erklären, Robert wiederum, weshalb er mit Melanie angerückt ist. Dann taucht auch noch Lucie Hessenberg im Zimmer mit der Leiche ihrer Stiefmutter auf. Lucie glaubt prompt, dass der „abscheuliche Barbar“ Robert, in den sie sich allmählich zu verlieben droht, der Geliebte der Toten war. Bald muss Robert Baumeister sein Bild von der neuen Zeit revidieren, da die verwöhnte Lucie zeigt, dass man auch mit Lippenstift und anderen Insignien der „neuen Zeit“ eine kluge, geschäftstüchtige und patente Frau sein kann. Und so nimmt der titelgebende Liebesreigen allmählich an Fahrt auf. Während Robert Lucie in einem völlig neuen Licht sieht und sich hier eine neue Paarung abzeichnet, sind sich alle wenigstens in einem einig: den nunmehr zum Witwer gewordenen Präsident Hessenberg zu schonen und ihm eine ganz eigene „Wahrheit“ zum Tode seiner Gattin Olga zukommen zu lassen.

## Produktionsnotizen
Liebesreigen entstand im März und April 1927 in Staaken und passierte die Filmzensur am 18. Juli 1927. Der Film maß eine Länge von 2450 Metern, verteilt auf sieben Akte. Die Uraufführung erfolgte zweite Tage darauf, am 4. Oktober 1927 in Berlins Primus-Palast.
Jacques Rotmil schuf die Filmbauten, die Aufnahmeleitung übernahm Walter Tost.

## Kritik
Die Neue Freue Presse konstatierte, dass der Film „den Hauptdarstellern Gelegenheit zur Entfaltung großer mimischer Kunst“ gebe und mal „mondäne Gesellschaftsszenen, bald sinnenschwüle Bilder, bald häusliche kinderreiche Idyllen“ vermittle.